# 克里维里赫铁矿盆地

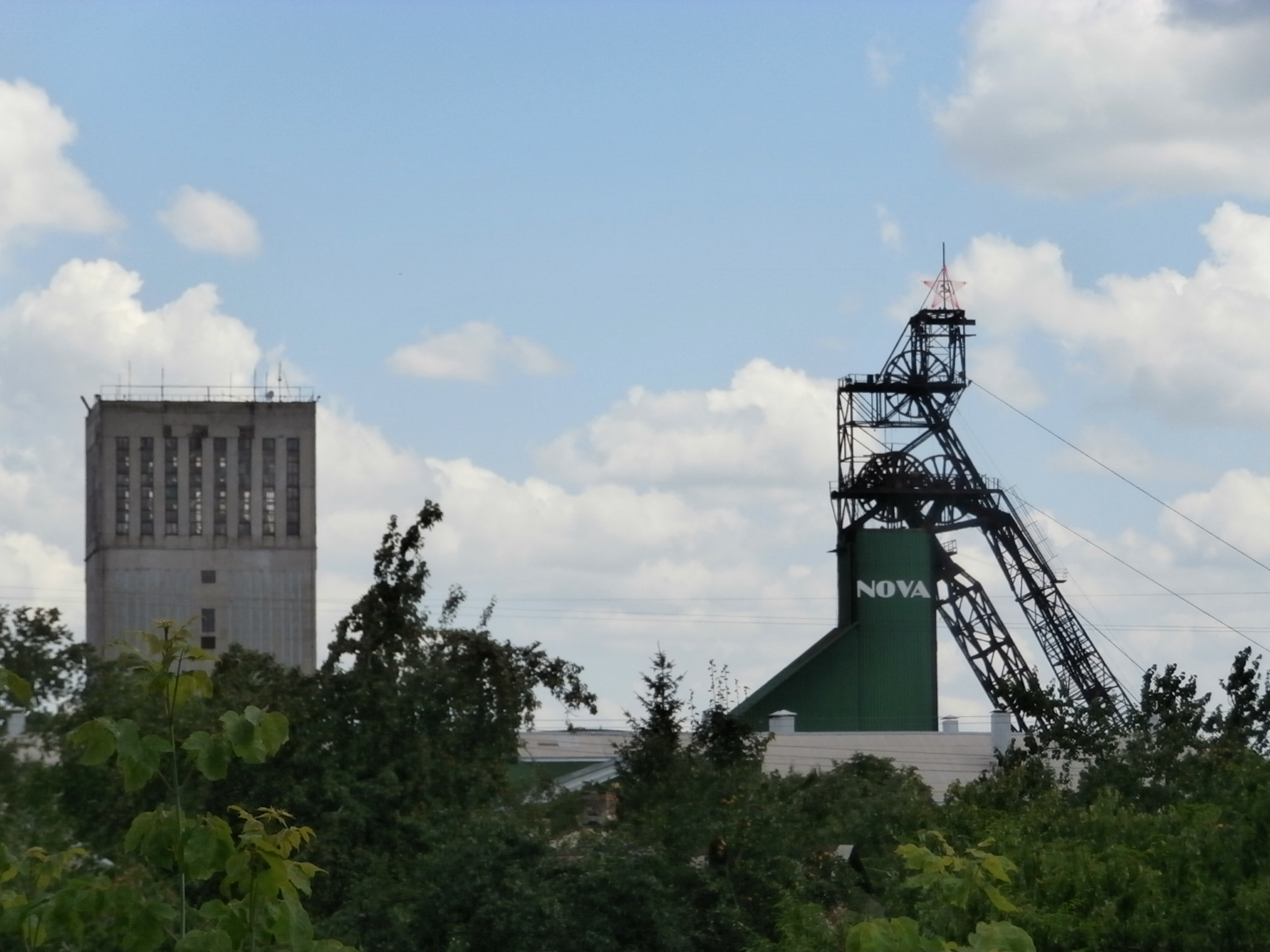
位於若夫季沃德的礦井

克里维里赫铁矿盆地（羅馬化：Kryvoriz'kyi zalizorudnyi basin），简称为克里夫巴斯（羅馬化：Kryvbas），是烏克蘭中部环绕克里维里赫市的一个重要的经济及历史区域，专注铁矿开采和煉鋼工業。除了顿巴斯之外，克里夫巴斯是乌克兰的重工业中心。
该区域以克里維里赫市命名，范围包括第聂伯罗彼得罗夫斯克州的西南部，以及邻近基洛夫格勒州因胡莱茨河及薩克薩甘河河谷区域（两条河均为第聂伯河的支流）。该区域为一条狭窄地带，宽为2-7公里，长达100公里，北起若夫季沃德，南至卡霍夫卡水庫的纬度，总面积为300平方公里。
该区域富含铁矿和金属矿藏。20世纪中期成立了几个大型采矿公司，大部分公司位于克里維里赫。

## 歷史
俄羅斯帝國的地質學家亞歷山大·波利在這裡發現可能有礦石資源，並啟動了鐵礦石的調查和生產，因而發現克里维里赫铁矿盆地，並受到讚譽，這刺激了這個村莊轉型成支持工業發展的礦區。1874年，亞歷山大二世啟動了一條運行里程達505公里的鐵路，這使得交通能夠連接到最近的工廠，並大大加快了該地區的發展。